# NGC 1239
NGC 1239 ist eine linsenförmige Galaxie vom Hubble-Typ S0 im Sternbild Eridanus am Südsternhimmel. Sie ist schätzungsweise 386 Millionen Lichtjahre von der Milchstraße entfernt.
Das Objekt wurde am 6. Januar 1785 vom Astronomen Wilhelm Herschel entdeckt.